# Cœurs d'acier
Cœurs d'acier est la quatre-vingt-cinquième histoire de la série Spirou et Fantasio d'Yves Chaland. Elle est publiée pour la première fois dans Spirou du no 2297 au no 2318. Seule et unique incursion de Chaland dans l'univers du groom, l'épisode est en outre connu pour être demeuré inachevé.

## Univers

### Synopsis
Spirou reçoit par erreur un colis destiné à son voisin du dessus, dont surgit un robot résolument agressif. Spirou parvient à le neutraliser, et rend visite au voisin du dessus, accompagné de Fantasio. Celui-ci leur raconte le cas de son ancien domestique noir, Bocongo, ramené en Europe des colonies, qui a récemment disparu. Le robot, dont la fonction première est le service, devait le remplacer. Fantasio le répare, et accompagné de Spirou, acceptent la proposition du voisin, Georges Léopold, qui leur demande de retrouver le domestique en Afrique. Là-bas, Spirou et Fantasio trouvent le moyen d'entrer dans son pays d'origine aujourd'hui fermé, l'Urugondolo. Pendant ce temps, un ancien camarade de classe de Fantasio, la brute Macbett, se livre à d'étranges violences à proximité. L'histoire se clôt par une enquête d'inspecteurs africains qui recherchent des complices de Macbett, et s'intéressent par conséquent à Fantasio.

### Personnages
- Spirou et Fantasio, les héros de l'histoire.
- Georges Léopold, le chasseur et propriétaire du robot.
- Bosco, l'ancien camarade de classe de Fantasio et pilote pour International Corporation.
- Macbett, ancien camarade de classe de Fantasio, reconverti dans le trafic de diamants.
- Les inspecteurs Bwoga et Balago, chargés d'enquêter sur Macbett.

## Publication

### Revues
Publié pour la première fois dans le journal de Spirou du n°2297 au n°2318.

### Album
En 1990, l'éditeur Champaka acquit les droits de publier cette histoire telle quelle, sans la possibilité de publier les mots “Spirou” et “Fantasio”, à part lorsqu'ils étaient cités dans la BD de Chaland. C'est pourquoi l'ouvrage fut intitulé Cœurs d’acier sans mentionner sur la couverture le nom des héros. 
L'histoire fut également publié dans l'album hors série Fantasio et le fantôme, paru en 2003.

## Dans la culture
L'histoire a fait l'inspiration de Yann et Olivier Schwartz, qui ont repris le pays des Urugondolos et certains thèmes dans leur Le Maître des Hosties Noires (janvier 2017, 11e album dans la série Le Spirou de…).